# クルー・オブ・OAK
クルー・オブ・OAK(Krew of OAK)は、地元の小さなニューオーリンズ・マルディグラのクルーで、パレードは、ルイジアナ州ニューオーリンズのキャロルトン地区で催される。メンバーは言語道断で突飛(Outrageous And Kinky)であることにクルーの名前が由来していると表現するが、おそらくは名前の由来であるオーク・ストリートからパレードはそこで終始する。
クルーのカーニバル・パレードは、マルディグラ・デー前の金曜日の夜に行われる。OAKはまた、通常8月に、「ミッド・サマー・マルディグラ」も催している。クルーの舞踏会はメイプル・リーフ・バーで開催される。
クルー・オブ・OAKは、地元のカーニバルを祝う一例である。1980年代から、カーニバルのシーズンの期間にキャロルトンを行進する唯一のパレードである。
パレードは、ジェームス・ブッカーを含む有名なキャロルトンのキャラクターの頭と共に、ゴルフカートのフロートで行われるのが伝統だ。さらに、ジャズのブラスバンドやダンスの一座が、自家製のフロートとコスチュームで行進する。